# Campeonato de Fútbol de Costa Rica 1980
La temporada 1980 de la Liga Superior fue la 61.ª edición de la máxima categoría del sistema de Ligas costarricenses de fútbol. Se disputó desde el 13 de abril de 1980 y concluyó el 11 de marzo de 1981.
El equipo Alajuelense se proclamó campeón al ganar la gran final ante Herediano.

## Sistema de competición
La temporada de la Liga Superior estuvo conformada en tres partes:
- Fase de clasificación: Se integró por las 36 jornadas del certamen.
- Fase pentagonal: Se integró por un grupo con los cinco mejores equipos.
- Gran final: Disputaron la serie el líder de la clasificación y el líder de la pentagonal.

### Fase de clasificación
En la fase de clasificación se observó el sistema de puntos. La ubicación en la tabla general, estuvo sujeta a lo siguiente:
- Por juego ganado se otorgaron dos puntos.
- Por juego empatado se otorgó un punto.
- Por juego perdido no se otorgaron puntos.

En esta fase participaron los 10 clubes de la Liga Superior jugando todos contra todos durante las 36 jornadas respectivas a lo largo de la temporada, a visita recíproca durante cuatro vueltas.
El orden de los clubes al final de la fase de clasificación del torneo correspondió a la suma de los puntos obtenidos por cada uno de ellos y se presentó en forma descendente. Si al finalizar las 36 jornadas del torneo, dos o más clubes estuviesen empatados en puntos, su posición en la tabla general fue determinada atendiendo a los siguientes criterios de desempate:
1. Mayor diferencia positiva general de goles. Este resultado se obtiene mediante la sumatoria de los goles anotados a todos los rivales, en cada campeonato menos los goles recibidos de estos.
2. Mayor cantidad de goles a favor, anotados a todos los rivales dentro de la misma competencia.
3. Mejor puntuación particular que hayan conseguido en las confrontaciones particulares entre ellos mismos.
4. Mayor diferencia positiva particular de goles, la cual se obtiene sumando los goles de los equipos empatados y restándole los goles recibidos.
5. Mayor cantidad de goles a favor que hayan conseguido en las confrontaciones entre ellos mismos.
6. Como última alternativa, el ente organizador realizaría un sorteo para el desempate.

El último equipo clasificado sería reemplazado por el campeón de la segunda categoría para la siguiente campaña.

### Fase pentagonal
Al término de las 36 jornadas de la fase anterior, los cinco mejores equipos ubicados según su grupo disputan una pentagonal, y el equipo que obtuvo el primer lugar de la clasificación general se asegura un puesto en la gran final de manera automática. Si este repite su condición de líder, se corona campeón, de lo contrario si otro club consigue el primer lugar de esta segunda fase, se extiende el campeonato a una serie final. En total se desarrollaron 10 fechas de visita recíproca.

### Gran final
Se disputó entre el líder de la etapa de clasificación y el líder de la pentagonal a dos partidos para definir un campeón.

## Información de los equipos
Tomaron parte en el torneo diez clubes, teniendo como ascendido el equipo de San Miguel.
| Equipo      | Entrenador       | Ciudad     | Estadio           |
| ----------- | ---------------- | ---------- | ----------------- |
| Alajuelense | Ivan Mraz        | Alajuela   | Morera Soto       |
| Cartaginés  | Ranulfo Brito    | Cartago    | "Fello" Meza      |
| Herediano   | Marvin Rodríguez | Heredia    | Rosabal Cordero   |
| Limonense   | Martín Solano    | Limón      | Juan Gobán        |
| Puntarenas  | Jaime Grant      | Puntarenas | "Lito" Pérez      |
| Ramonense   | Toribio Rojas    | San Ramón  | Guillermo Vargas  |
| San Carlos  | Álvaro Grant     | Quesada    | Carlos Ugalde     |
| San Miguel  | Mario Montero    | Guadalupe  | "Colleya" Fonseca |
| Saprissa    | Walter Elizondo  | Tibás      | Ricardo Saprissa  |
| Turrialba   | Saúl Molina      | Turrialba  | Rafael Camacho    |

### Relevo de plazas
| Descendido a Liga Mayor |
| ----------------------- |
| Municipal San José      |

| Ascendido de Liga Mayor |
| ----------------------- |
| A. D. San Miguel        |

## Fase de clasificación

### Tabla de posiciones
| Pos. | Equipo               | Pts. | PJ | G  | E  | P  | GF | GC | Dif. | Notas                     |
| ---- | -------------------- | ---- | -- | -- | -- | -- | -- | -- | ---- | ------------------------- |
| 1    | L. D. Alajuelense    | 48   | 36 | 23 | 2  | 11 | 59 | 34 | +25  | Clasifica a la gran final |
| 2    | C. S. Herediano      | 44   | 36 | 16 | 12 | 8  | 44 | 25 | +19  | Clasifica a la pentagonal |
| 3    | C. S. Cartaginés     | 42   | 36 | 15 | 12 | 9  | 40 | 28 | +12  | Clasifica a la pentagonal |
| 4    | Municipal Puntarenas | 40   | 36 | 13 | 14 | 9  | 54 | 38 | +16  | Clasifica a la pentagonal |
| 5    | A. D. San Carlos     | 39   | 36 | 13 | 13 | 10 | 36 | 32 | +4   | Clasifica a la pentagonal |
| 6    | Deportivo Saprissa   | 38   | 36 | 14 | 10 | 12 | 45 | 36 | +9   |                           |
| 7    | A. D. Ramonense      | 34   | 36 | 9  | 16 | 11 | 34 | 39 | −5   |                           |
| 8    | A. D. Limonense      | 29   | 36 | 10 | 9  | 17 | 35 | 52 | −17  |                           |
| 9    | A. D. San Miguel     | 28   | 36 | 9  | 10 | 17 | 35 | 61 | −26  |                           |
| 10   | Municipal Turrialba  | 18   | 36 | 5  | 8  | 23 | 30 | 67 | −37  | Descenso de categoría     |

 Fuente: La República
Criterios de clasificación: Puntos · Diferencia de goles · Goles a favor

## Resultados
| Jornada 1          | Jornada 1 | Jornada 1   | Jornada 1        | Jornada 1   | Jornada 1 |
| Local              | Resultado | Visitante   | Estadio          | Fecha       |           |
| ------------------ | --------- | ----------- | ---------------- | ----------- | --------- |
| Ramonense          | 1 - 0     | Herediano   | Guillermo Vargas | 13 de abril |           |
| San Miguel         | 0 - 3     | Saprissa    | Nacional         | 13 de abril |           |
| San Carlos         | 0 - 1     | Puntarenas  | Carlos Ugalde    | 13 de abril |           |
| Turrialba          | 1 - 3     | Alajuelense | Rafael Camacho   | 13 de abril |           |
| Limonense          | 3 - 2     | Cartaginés  | Juan Gobán       | 13 de abril |           |
| Total de goles: 14 |           |             |                  |             |           |

| Jornada 2         | Jornada 2 | Jornada 2  | Jornada 2        | Jornada 2   | Jornada 2 |
| Local             | Resultado | Visitante  | Estadio          | Fecha       |           |
| ----------------- | --------- | ---------- | ---------------- | ----------- | --------- |
| Ramonense         | 2 - 2     | Limonense  | Guillermo Vargas | 20 de abril |           |
| Alajuelense       | 1 - 0     | San Miguel | Morera Soto      | 20 de abril |           |
| Saprissa          | 1 - 0     | San Carlos | Ricardo Saprissa | 20 de abril |           |
| Puntarenas        | 1 - 1     | Cartaginés | Lito Pérez       | 20 de abril |           |
| Herediano         | 0 - 1     | Turrialba  | Rosabal Cordero  | 4 de junio  |           |
| Total de goles: 9 |           |            |                  |             |           |

| Jornada 3          | Jornada 3 | Jornada 3   | Jornada 3      | Jornada 3   | Jornada 3 |
| Local              | Resultado | Visitante   | Estadio        | Fecha       |           |
| ------------------ | --------- | ----------- | -------------- | ----------- | --------- |
| Cartaginés         | 1 - 0     | Saprissa    | Fello Meza     | 27 de abril |           |
| San Carlos         | 2 - 0     | Alajuelense | Carlos Ugalde  | 27 de abril |           |
| Limonense          | 1 - 1     | Puntarenas  | Juan Gobán     | 27 de abril |           |
| San Miguel         | 0 - 6     | Herediano   | Nacional       | 27 de abril |           |
| Turrialba          | 1 - 1     | Ramonense   | Rafael Camacho | 27 de abril |           |
| Total de goles: 13 |           |             |                |             |           |

| Jornada 4         | Jornada 4 | Jornada 4  | Jornada 4        | Jornada 4   | Jornada 4 |
| Local             | Resultado | Visitante  | Estadio          | Fecha       |           |
| ----------------- | --------- | ---------- | ---------------- | ----------- | --------- |
| Alajuelense       | 0 - 1     | Cartaginés | Morera Soto      | 4 de mayo   |           |
| Saprissa          | 0 - 0     | Puntarenas | Ricardo Saprissa | 4 de mayo   |           |
| Turrialba         | 1 - 1     | Limonense  | Rafael Camacho   | 4 de mayo   |           |
| Ramonense         | 1 - 0     | San Miguel | Guillermo Vargas | 4 de mayo   |           |
| Herediano         | 0 - 0     | San Carlos | Rosabal Cordero  | 11 de junio |           |
| Total de goles: 4 |           |            |                  |             |           |

| Jornada 5          | Jornada 5 | Jornada 5   | Jornada 5       | Jornada 5  | Jornada 5 |
| Local              | Resultado | Visitante   | Estadio         | Fecha      |           |
| ------------------ | --------- | ----------- | --------------- | ---------- | --------- |
| Limonense          | 2 - 0     | Saprissa    | Juan Gobán      | 11 de mayo |           |
| Puntarenas         | 6 - 0     | Alajuelense | Lito Pérez      | 11 de mayo |           |
| Cartaginés         | 1 - 0     | Herediano   | Fello Meza      | 11 de mayo |           |
| San Carlos         | 0 - 0     | Ramonense   | Carlos Ugalde   | 11 de mayo |           |
| San Miguel         | 1 - 0     | Turrialba   | Coyella Fonseca | 11 de mayo |           |
| Total de goles: 10 |           |             |                 |            |           |

| Jornada 6          | Jornada 6 | Jornada 6  | Jornada 6        | Jornada 6  | Jornada 6 |
| Local              | Resultado | Visitante  | Estadio          | Fecha      |           |
| ------------------ | --------- | ---------- | ---------------- | ---------- | --------- |
| San Miguel         | 1 - 3     | Limonense  | Coyella Fonseca  | 18 de mayo |           |
| Turrialba          | 2 - 1     | San Carlos | Rafael Camacho   | 18 de mayo |           |
| Ramonense          | 0 - 2     | Cartaginés | Guillermo Vargas | 18 de mayo |           |
| Herediano          | 3 - 1     | Puntarenas | Rosabal Cordero  | 18 de mayo |           |
| Alajuelense        | 1 - 2     | Saprissa   | Morera Soto      | 18 de mayo |           |
| Total de goles: 16 |           |            |                  |            |           |

| Jornada 7          | Jornada 7 | Jornada 7   | Jornada 7        | Jornada 7  | Jornada 7 |
| Local              | Resultado | Visitante   | Estadio          | Fecha      |           |
| ------------------ | --------- | ----------- | ---------------- | ---------- | --------- |
| Limonense          | 0 - 2     | Alajuelense | Juan Gobán       | 25 de mayo |           |
| Saprissa           | 0 - 1     | Herediano   | Ricardo Saprissa | 25 de mayo |           |
| Puntarenas         | 2 - 2     | Ramonense   | Lito Pérez       | 25 de mayo |           |
| Cartaginés         | 1 - 1     | Turrialba   | Fello Meza       | 25 de mayo |           |
| San Carlos         | 3 - 2     | San Miguel  | Carlos Ugalde    | 25 de mayo |           |
| Total de goles: 14 |           |             |                  |            |           |

| Jornada 8         | Jornada 8 | Jornada 8   | Jornada 8        | Jornada 8  | Jornada 8 |
| Local             | Resultado | Visitante   | Estadio          | Fecha      |           |
| ----------------- | --------- | ----------- | ---------------- | ---------- | --------- |
| San Miguel        | 1 - 1     | Cartaginés  | Coyella Fonseca  | 1 de junio |           |
| San Carlos        | 0 - 0     | Limonense   | Carlos Ugalde    | 1 de junio |           |
| Herediano         | 2 - 1     | Alajuelense | Rosabal Cordero  | 1 de junio |           |
| Turrialba         | 1 - 2     | Puntarenas  | Rafael Camacho   | 1 de junio |           |
| Ramonense         | 0 - 1     | Saprissa    | Guillermo Vargas | 1 de junio |           |
| Total de goles: 9 |           |             |                  |            |           |

| Jornada 9          | Jornada 9 | Jornada 9  | Jornada 9        | Jornada 9  | Jornada 9 |
| Local              | Resultado | Visitante  | Estadio          | Fecha      |           |
| ------------------ | --------- | ---------- | ---------------- | ---------- | --------- |
| Cartaginés         | 2 - 1     | San Carlos | Fello Meza       | 8 de junio |           |
| Limonense          | 2 - 1     | Herediano  | Juan Gobán       | 8 de junio |           |
| Saprissa           | 2 - 1     | Turrialba  | Ricardo Saprissa | 8 de junio |           |
| Alajuelense        | 0 - 1     | Ramonense  | Morera Soto      | 8 de junio |           |
| Puntarenas         | 3 - 2     | San Miguel | Lito Pérez       | 8 de junio |           |
| Total de goles: 15 |           |            |                  |            |           |

| Jornada 10        | Jornada 10 | Jornada 10 | Jornada 10       | Jornada 10  | Jornada 10 |
| Local             | Resultado  | Visitante  | Estadio          | Fecha       |            |
| ----------------- | ---------- | ---------- | ---------------- | ----------- | ---------- |
| Cartaginés        | 0 - 0      | Limonense  | Fello Meza       | 15 de junio |            |
| Puntarenas        | 1 - 1      | San Carlos | Lito Pérez       | 15 de junio |            |
| Herediano         | 1 - 1      | Ramonense  | Rosabal Cordero  | 15 de junio |            |
| Alajuelense       | 2 - 0      | Turrialba  | Morera Soto      | 15 de junio |            |
| Saprissa          | 1 - 1      | San Miguel | Ricardo Saprissa | 15 de junio |            |
| Total de goles: 8 |            |            |                  |             |            |

| Jornada 11         | Jornada 11 | Jornada 11  | Jornada 11      | Jornada 11  | Jornada 11 |
| Local              | Resultado  | Visitante   | Estadio         | Fecha       |            |
| ------------------ | ---------- | ----------- | --------------- | ----------- | ---------- |
| Cartaginés         | 2 - 1      | Puntarenas  | Fello Meza      | 22 de junio |            |
| Limonense          | 3 - 2      | Ramonense   | Juan Gobán      | 22 de junio |            |
| San Miguel         | 3 - 1      | Alajuelense | Coyella Fonseca | 22 de junio |            |
| Turrialba          | 0 - 2      | Herediano   | Rafael Camacho  | 22 de junio |            |
| San Carlos         | 2 - 1      | Saprissa    | Carlos Ugalde   | 22 de junio |            |
| Total de goles: 17 |            |             |                 |             |            |

| Jornada 12         | Jornada 12 | Jornada 12 | Jornada 12       | Jornada 12  | Jornada 12 |
| Local              | Resultado  | Visitante  | Estadio          | Fecha       |            |
| ------------------ | ---------- | ---------- | ---------------- | ----------- | ---------- |
| Puntarenas         | 2 - 1      | Limonense  | Lito Pérez       | 29 de junio |            |
| Saprissa           | 2 - 1      | Cartaginés | Ricardo Saprissa | 29 de junio |            |
| Alajuelense        | 4 - 1      | San Carlos | Morera Soto      | 29 de junio |            |
| Herediano          | 3 - 1      | San Miguel | Rosabal Cordero  | 29 de junio |            |
| Ramonense          | 1 - 1      | Turrialba  | Guillermo Vargas | 29 de junio |            |
| Total de goles: 17 |            |            |                  |             |            |

| Jornada 13        | Jornada 13 | Jornada 13  | Jornada 13      | Jornada 13 | Jornada 13 |
| Local             | Resultado  | Visitante   | Estadio         | Fecha      |            |
| ----------------- | ---------- | ----------- | --------------- | ---------- | ---------- |
| Cartaginés        | 0 - 1      | Alajuelense | Fello Meza      | 6 de julio |            |
| Puntarenas        | 1 - 1      | Saprissa    | Lito Pérez      | 6 de julio |            |
| Limonense         | 2 - 0      | Turrialba   | Juan Gobán      | 6 de julio |            |
| San Carlos        | 0 - 0      | Herediano   | Carlos Ugalde   | 6 de julio |            |
| San Miguel        | 1 - 1      | Ramonense   | Coyella Fonseca | 6 de julio |            |
| Total de goles: 7 |            |             |                 |            |            |

| Jornada 14        | Jornada 14 | Jornada 14 | Jornada 14       | Jornada 14  | Jornada 14 |
| Local             | Resultado  | Visitante  | Estadio          | Fecha       |            |
| ----------------- | ---------- | ---------- | ---------------- | ----------- | ---------- |
| Saprissa          | 0 - 1      | Limonense  | Ricardo Saprissa | 13 de julio |            |
| Alajuelense       | 2 - 0      | Puntarenas | Morera Soto      | 13 de julio |            |
| Herediano         | 2 - 0      | Cartaginés | Rosabal Cordero  | 13 de julio |            |
| San Carlos        | 1 - 0      | Ramonense  | Carlos Ugalde    | 13 de julio |            |
| Turrialba         | 1 - 2      | San Miguel | Rafael Camacho   | 13 de julio |            |
| Total de goles: 9 |            |            |                  |             |            |

| Jornada 15        | Jornada 15 | Jornada 15  | Jornada 15       | Jornada 15  | Jornada 15 |
| Local             | Resultado  | Visitante   | Estadio          | Fecha       |            |
| ----------------- | ---------- | ----------- | ---------------- | ----------- | ---------- |
| Saprissa          | 1 - 2      | Alajuelense | Ricardo Saprissa | 20 de julio |            |
| Limonense         | 0 - 3      | San Miguel  | Juan Gobán       | 20 de julio |            |
| San Carlos        | 1 - 0      | Turrialba   | Carlos Ugalde    | 20 de julio |            |
| Cartaginés        | 0 - 0      | Ramonense   | Fello Meza       | 20 de julio |            |
| Puntarenas        | 1 - 1      | Herediano   | Lito Pérez       | 20 de julio |            |
| Total de goles: 9 |            |             |                  |             |            |

| Jornada 16        | Jornada 16 | Jornada 16 | Jornada 16       | Jornada 16  | Jornada 16 |
| Local             | Resultado  | Visitante  | Estadio          | Fecha       |            |
| ----------------- | ---------- | ---------- | ---------------- | ----------- | ---------- |
| Herediano         | 0 - 0      | Saprissa   | Rosabal Cordero  | 27 de julio |            |
| Alajuelense       | 1 - 0      | Limonense  | Morera Soto      | 27 de julio |            |
| Ramonense         | 0 - 0      | Puntarenas | Guillermo Vargas | 27 de julio |            |
| Turrialba         | 1 - 3      | Cartaginés | Rafael Camacho   | 27 de julio |            |
| San Miguel        | 1 - 1      | San Carlos | Coyella Fonseca  | 27 de julio |            |
| Total de goles: 7 |            |            |                  |             |            |

| Jornada 17         | Jornada 17 | Jornada 17 | Jornada 17       | Jornada 17  | Jornada 17 |
| Local              | Resultado  | Visitante  | Estadio          | Fecha       |            |
| ------------------ | ---------- | ---------- | ---------------- | ----------- | ---------- |
| Alajuelense        | 1 - 0      | Herediano  | Morera Soto      | 3 de agosto |            |
| Saprissa           | 1 - 1      | Ramonense  | Ricardo Saprissa | 3 de agosto |            |
| Puntarenas         | 4 - 2      | Turrialba  | Lito Pérez       | 3 de agosto |            |
| Cartaginés         | 1 - 0      | San Miguel | Fello Meza       | 3 de agosto |            |
| Limonense          | 0 - 2      | San Carlos | Juan Gobán       | 3 de agosto |            |
| Total de goles: 12 |            |            |                  |             |            |

| Jornada 18         | Jornada 18 | Jornada 18  | Jornada 18       | Jornada 18   | Jornada 18 |
| Local              | Resultado  | Visitante   | Estadio          | Fecha        |            |
| ------------------ | ---------- | ----------- | ---------------- | ------------ | ---------- |
| San Carlos         | 1 - 0      | Cartaginés  | Carlos Ugalde    | 17 de agosto |            |
| San Miguel         | 2 - 1      | Puntarenas  | Coyella Fonseca  | 17 de agosto |            |
| Ramonense          | 0 - 1      | Alajuelense | Guillermo Vargas | 17 de agosto |            |
| Herediano          | 3 - 1      | Limonense   | Rosabal Cordero  | 17 de agosto |            |
| Turrialba          | 1 - 0      | Saprissa    | Rafael Camacho   | 17 de agosto |            |
| Total de goles: 10 |            |             |                  |              |            |

| Jornada 19         | Jornada 19 | Jornada 19  | Jornada 19       | Jornada 19   | Jornada 19 |
| Local              | Resultado  | Visitante   | Estadio          | Fecha        |            |
| ------------------ | ---------- | ----------- | ---------------- | ------------ | ---------- |
| Turrialba          | 1 - 2      | Alajuelense | Rafael Camacho   | 24 de agosto |            |
| Ramonense          | 0 - 0      | Herediano   | Guillermo Vargas | 24 de agosto |            |
| Limonense          | 1 - 2      | Cartaginés  | Juan Gobán       | 24 de agosto |            |
| San Carlos         | 1 - 1      | Puntarenas  | Carlos Ugalde    | 24 de agosto |            |
| San Miguel         | 2 - 2      | Saprissa    | Coyella Fonseca  | 24 de agosto |            |
| Total de goles: 12 |            |             |                  |              |            |

| Jornada 20         | Jornada 20 | Jornada 20 | Jornada 20       | Jornada 20   | Jornada 20 |
| Local              | Resultado  | Visitante  | Estadio          | Fecha        |            |
| ------------------ | ---------- | ---------- | ---------------- | ------------ | ---------- |
| Alajuelense        | 5 - 2      | San Miguel | Morera Soto      | 31 de agosto |            |
| Herediano          | 1 - 0      | Turrialba  | Rosabal Cordero  | 31 de agosto |            |
| Puntarenas         | 1 - 0      | Cartaginés | Lito Pérez       | 31 de agosto |            |
| Saprissa           | 2 - 0      | San Carlos | Ricardo Saprissa | 31 de agosto |            |
| Ramonense          | 1 - 0      | Limonense  | Guillermo Vargas | 31 de agosto |            |
| Total de goles: 12 |            |            |                  |              |            |

| Jornada 21         | Jornada 21 | Jornada 21  | Jornada 21      | Jornada 21      | Jornada 21 |
| Local              | Resultado  | Visitante   | Estadio         | Fecha           |            |
| ------------------ | ---------- | ----------- | --------------- | --------------- | ---------- |
| San Carlos         | 1 - 0      | Alajuelense | Carlos Ugalde   | 7 de septiembre |            |
| San Miguel         | 0 - 2      | Herediano   | Coyella Fonseca | 7 de septiembre |            |
| Cartaginés         | 0 - 0      | Saprissa    | Fello Meza      | 7 de septiembre |            |
| Limonense          | 1 - 1      | Puntarenas  | Juan Gobán      | 7 de septiembre |            |
| Turrialba          | 3 - 2      | Ramonense   | Rafael Camacho  | 7 de septiembre |            |
| Total de goles: 10 |            |             |                 |                 |            |

| Jornada 22         | Jornada 22 | Jornada 22 | Jornada 22       | Jornada 22       | Jornada 22 |
| Local              | Resultado  | Visitante  | Estadio          | Fecha            |            |
| ------------------ | ---------- | ---------- | ---------------- | ---------------- | ---------- |
| Alajuelense        | 2 - 0      | Cartaginés | Morera Soto      | 14 de septiembre |            |
| Herediano          | 1 - 1      | San Carlos | Rosabal Cordero  | 14 de septiembre |            |
| Saprissa           | 2 - 1      | Puntarenas | Ricardo Saprissa | 14 de septiembre |            |
| Ramonense          | 3 - 1      | San Miguel | Guillermo Vargas | 14 de septiembre |            |
| Turrialba          | 1 - 1      | Limonense  | Rafael Camacho   | 14 de septiembre |            |
| Total de goles: 13 |            |            |                  |                  |            |

| Jornada 23         | Jornada 23 | Jornada 23  | Jornada 23      | Jornada 23       | Jornada 23 |
| Local              | Resultado  | Visitante   | Estadio         | Fecha            |            |
| ------------------ | ---------- | ----------- | --------------- | ---------------- | ---------- |
| Puntarenas         | 2 - 1      | Alajuelense | Lito Pérez      | 21 de septiembre |            |
| Cartaginés         | 1 - 1      | Herediano   | Fello Meza      | 21 de septiembre |            |
| San Miguel         | 1 - 0      | Turrialba   | Coyella Fonseca | 21 de septiembre |            |
| Limonense          | 1 - 2      | Saprissa    | Juan Gobán      | 21 de septiembre |            |
| San Carlos         | 1 - 1      | Ramonense   | Carlos Ugalde   | 21 de septiembre |            |
| Total de goles: 11 |            |             |                 |                  |            |

| Jornada 24         | Jornada 24 | Jornada 24 | Jornada 24       | Jornada 24       | Jornada 24 |
| Local              | Resultado  | Visitante  | Estadio          | Fecha            |            |
| ------------------ | ---------- | ---------- | ---------------- | ---------------- | ---------- |
| Alajuelense        | 4 - 1      | Saprissa   | Morera Soto      | 28 de septiembre |            |
| Herediano          | 1 - 0      | Puntarenas | Rosabal Cordero  | 28 de septiembre |            |
| Ramonense          | 2 - 1      | Cartaginés | Guillermo Vargas | 28 de septiembre |            |
| Turrialba          | 1 - 3      | San Carlos | Rafael Camacho   | 28 de septiembre |            |
| San Miguel         | 1 - 2      | Limonense  | Coyella Fonseca  | 28 de septiembre |            |
| Total de goles: 16 |            |            |                  |                  |            |

| Jornada 25        | Jornada 25 | Jornada 25  | Jornada 25       | Jornada 25   | Jornada 25 |
| Local             | Resultado  | Visitante   | Estadio          | Fecha        |            |
| ----------------- | ---------- | ----------- | ---------------- | ------------ | ---------- |
| Limonense         | 1 - 0      | Alajuelense | Juan Gobán       | 5 de octubre |            |
| Saprissa          | 2 - 2      | Herediano   | Ricardo Saprissa | 5 de octubre |            |
| Puntarenas        | 0 - 1      | Ramonense   | Lito Pérez       | 5 de octubre |            |
| San Carlos        | 0 - 0      | San Miguel  | Carlos Ugalde    | 5 de octubre |            |
| Cartaginés        | 2 - 1      | Turrialba   | Fello Meza       | 5 de octubre |            |
| Total de goles: 9 |            |             |                  |              |            |

| Jornada 26        | Jornada 26 | Jornada 26  | Jornada 26       | Jornada 26    | Jornada 26 |
| Local             | Resultado  | Visitante   | Estadio          | Fecha         |            |
| ----------------- | ---------- | ----------- | ---------------- | ------------- | ---------- |
| Herediano         | 0 - 1      | Alajuelense | Rosabal Cordero  | 19 de octubre |            |
| Ramonense         | 1 - 0      | Saprissa    | Guillermo Vargas | 19 de octubre |            |
| San Miguel        | 1 - 0      | Cartaginés  | Coyella Fonseca  | 19 de octubre |            |
| San Carlos        | 2 - 1      | Limonense   | Carlos Ugalde    | 19 de octubre |            |
| Turrialba         | 1 - 0      | Puntarenas  | Rafael Camacho   | 19 de octubre |            |
| Total de goles: 7 |            |             |                  |               |            |

| Jornada 27         | Jornada 27 | Jornada 27 | Jornada 27       | Jornada 27    | Jornada 27 |
| Local              | Resultado  | Visitante  | Estadio          | Fecha         |            |
| ------------------ | ---------- | ---------- | ---------------- | ------------- | ---------- |
| Alajuelense        | 1 - 1      | Ramonense  | Morera Soto      | 26 de octubre |            |
| Limonense          | 0 - 1      | Herediano  | Juan Gobán       | 26 de octubre |            |
| Cartaginés         | 5 - 2      | San Carlos | Fello Meza       | 26 de octubre |            |
| Puntarenas         | 4 - 0      | San Miguel | Lito Pérez       | 26 de octubre |            |
| Saprissa           | 5 - 1      | Turrialba  | Ricardo Saprissa | 26 de octubre |            |
| Total de goles: 20 |            |            |                  |               |            |

| Jornada 28         | Jornada 28 | Jornada 28 | Jornada 28       | Jornada 28     | Jornada 28 |
| Local              | Resultado  | Visitante  | Estadio          | Fecha          |            |
| ------------------ | ---------- | ---------- | ---------------- | -------------- | ---------- |
| Alajuelense        | 3 - 1      | Turrialba  | Morera Soto      | 2 de noviembre |            |
| Herediano          | 1 - 0      | Ramonense  | Rosabal Cordero  | 2 de noviembre |            |
| Cartaginés         | 2 - 0      | Limonense  | Fello Meza       | 2 de noviembre |            |
| Saprissa           | 5 - 1      | San Miguel | Ricardo Saprissa | 2 de noviembre |            |
| Puntarenas         | 2 - 0      | San Carlos | Lito Pérez       | 2 de noviembre |            |
| Total de goles: 15 |            |            |                  |                |            |

| Jornada 29         | Jornada 29 | Jornada 29  | Jornada 29      | Jornada 29     | Jornada 29 |
| Local              | Resultado  | Visitante   | Estadio         | Fecha          |            |
| ------------------ | ---------- | ----------- | --------------- | -------------- | ---------- |
| San Miguel         | 0 - 2      | Alajuelense | Coyella Fonseca | 9 de noviembre |            |
| Turrialba          | 0 - 3      | Herediano   | Rafael Camacho  | 9 de noviembre |            |
| Cartaginés         | 1 - 1      | Puntarenas  | Fello Meza      | 9 de noviembre |            |
| San Carlos         | 1 - 0      | Saprissa    | Carlos Ugalde   | 9 de noviembre |            |
| Limonense          | 1 - 1      | Ramonense   | Juan Gobán      | 9 de noviembre |            |
| Total de goles: 10 |            |             |                 |                |            |

| Jornada 30        | Jornada 30 | Jornada 30 | Jornada 30       | Jornada 30      | Jornada 30 |
| Local             | Resultado  | Visitante  | Estadio          | Fecha           |            |
| ----------------- | ---------- | ---------- | ---------------- | --------------- | ---------- |
| Herediano         | 0 - 0      | San Miguel | Rosabal Cordero  | 16 de noviembre |            |
| Puntarenas        | 3 - 0      | Limonense  | Lito Pérez       | 16 de noviembre |            |
| Ramonense         | 1 - 1      | Turrialba  | Guillermo Vargas | 16 de noviembre |            |
| Saprissa          | 0 - 1      | Cartaginés | Ricardo Saprissa | 18 de noviembre |            |
| Alajuelense       | 1 - 0      | San Carlos | Morera Soto      | 19 de noviembre |            |
| Total de goles: 7 |            |            |                  |                 |            |

| Jornada 31        | Jornada 31 | Jornada 31  | Jornada 31      | Jornada 31      | Jornada 31 |
| Local             | Resultado  | Visitante   | Estadio         | Fecha           |            |
| ----------------- | ---------- | ----------- | --------------- | --------------- | ---------- |
| Cartaginés        | 0 - 0      | Alajuelense | Fello Meza      | 30 de noviembre |            |
| Puntarenas        | 1 - 1      | Saprissa    | Lito Pérez      | 30 de noviembre |            |
| San Miguel        | 2 - 1      | Ramonense   | Coyella Fonseca | 30 de noviembre |            |
| Limonense         | 1 - 1      | Turrialba   | Juan Gobán      | 30 de noviembre |            |
| San Carlos        | 0 - 0      | Herediano   | Carlos Ugalde   | 28 de diciembre |            |
| Total de goles: 7 |            |             |                 |                 |            |

| Jornada 32        | Jornada 32 | Jornada 32 | Jornada 32       | Jornada 32     | Jornada 32 |
| Local             | Resultado  | Visitante  | Estadio          | Fecha          |            |
| ----------------- | ---------- | ---------- | ---------------- | -------------- | ---------- |
| Alajuelense       | 3 - 0      | Puntarenas | Morera Soto      | 7 de diciembre |            |
| Herediano         | 1 - 0      | Cartaginés | Rosabal Cordero  | 7 de diciembre |            |
| Saprissa          | 2 - 1      | Limonense  | Ricardo Saprissa | 7 de diciembre |            |
| Ramonense         | 0 - 0      | San Carlos | Guillermo Vargas | 7 de diciembre |            |
| Turrialba         | 1 - 1      | San Miguel | Rafael Camacho   | 7 de diciembre |            |
| Total de goles: 9 |            |            |                  |                |            |

| Jornada 33        | Jornada 33 | Jornada 33  | Jornada 33       | Jornada 33      | Jornada 33 |
| Local             | Resultado  | Visitante   | Estadio          | Fecha           |            |
| ----------------- | ---------- | ----------- | ---------------- | --------------- | ---------- |
| Puntarenas        | 2 - 0      | Herediano   | Lito Pérez       | 14 de diciembre |            |
| Limonense         | 2 - 0      | San Miguel  | Juan Gobán       | 14 de diciembre |            |
| San Carlos        |            | Turrialba   | Carlos Ugalde    | 25 de diciembre |            |
| Saprissa          | 1 - 0      | Alajuelense | Ricardo Saprissa | 28 de diciembre |            |
| Cartaginés        | 3 - 0      | Ramonense   | Fello Meza       | 28 de diciembre |            |
| Total de goles: 8 |            |             |                  |                 |            |

| Jornada 34         | Jornada 34 | Jornada 34 | Jornada 34       | Jornada 34      | Jornada 34 |
| Local              | Resultado  | Visitante  | Estadio          | Fecha           |            |
| ------------------ | ---------- | ---------- | ---------------- | --------------- | ---------- |
| Herediano          | 0 - 0      | Saprissa   | Rosabal Cordero  | 21 de diciembre |            |
| Alajuelense        | 4 - 0      | Limonense  | Morera Soto      | 21 de diciembre |            |
| Turrialba          | 0 - 2      | Cartaginés | Rafael Camacho   | 21 de diciembre |            |
| Ramonense          | 0 - 3      | Puntarenas | Guillermo Vargas | 21 de diciembre |            |
| San Miguel         | 1 - 0      | San Carlos | Coyella Fonseca  | 21 de diciembre |            |
| Total de goles: 10 |            |            |                  |                 |            |

| Jornada 35         | Jornada 35 | Jornada 35 | Jornada 35       | Jornada 35      | Jornada 35 |
| Local              | Resultado  | Visitante  | Estadio          | Fecha           |            |
| ------------------ | ---------- | ---------- | ---------------- | --------------- | ---------- |
| Puntarenas         | 3 - 1      | Turrialba  | Lito Pérez       | 28 de diciembre |            |
| Alajuelense        | 5 - 2      | Herediano  | Morera Soto      |                 |            |
| Cartaginés         | 0 - 0      | San Miguel | Fello Meza       |                 |            |
| Saprissa           | 1 - 3      | Ramonense  | Ricardo Saprissa |                 |            |
| Limonense          | 0 - 3      | San Carlos | Juan Gobán       |                 |            |
| Total de goles: 18 |            |            |                  |                 |            |

| Jornada 36        | Jornada 36 | Jornada 36 | Jornada 36      | Jornada 36 | Jornada 36 |
| Local             | Resultado  | Visitante  | Estadio         | Fecha      |            |
| ----------------- | ---------- | ---------- | --------------- | ---------- | ---------- |
| Turrialba         | 0 - 3      | Saprissa   | Rafael Camacho  |            |            |
| San Carlos        | 0 - 0      | Cartaginés | Carlos Ugalde   |            |            |
| Alajuelense       | 1 - 0      | Ramonense  | Morera Soto     |            |            |
| San Miguel        | 1 - 1      | Puntarenas | Coyella Fonseca |            |            |
| Herediano         | 2 - 0      | Limonense  | Rosabal Cordero |            |            |
| Total de goles: 8 |            |            |                 |            |            |

## Segunda fase

### Clasificación de la pentagonal
| Pos. | Equipo               | Pts. | PJ | G | E | P | GF | GC | Dif. | Notas                     |
| ---- | -------------------- | ---- | -- | - | - | - | -- | -- | ---- | ------------------------- |
| 1    | C. S. Herediano      | 11   | 8  | 4 | 3 | 1 | 7  | 2  | +5   | Clasifica a la gran final |
| 2    | L. D. Alajuelense    | 10   | 8  | 3 | 4 | 1 | 8  | 4  | +4   |                           |
| 3    | A. D. San Carlos     | 9    | 8  | 3 | 3 | 2 | 6  | 5  | +1   |                           |
| 4    | C. S. Cartaginés     | 6    | 8  | 3 | 0 | 5 | 6  | 11 | −5   |                           |
| 5    | Municipal Puntarenas | 4    | 8  | 1 | 2 | 5 | 4  | 9  | −5   |                           |

 Fuente: RSSSF
Criterios de clasificación: Puntos · Diferencia de goles · Goles a favor

### Resultados
| Jornada 1                | Jornada 1 | Jornada 1   | Jornada 1 | Jornada 1 | Jornada 1 |
| Local                    | Resultado | Visitante   | Estadio   | Fecha     |           |
| ------------------------ | --------- | ----------- | --------- | --------- | --------- |
| Herediano                | 1 - 0     | San Carlos  | Nacional  |           |           |
| Cartaginés               | 1 - 3     | Alajuelense | Nacional  |           |           |
| Equipo libre: Puntarenas |           |             |           |           |           |
| Total de goles: 5        |           |             |           |           |           |

| Jornada 2                | Jornada 2 | Jornada 2  | Jornada 2        | Jornada 2 | Jornada 2 |
| Local                    | Resultado | Visitante  | Estadio          | Fecha     |           |
| ------------------------ | --------- | ---------- | ---------------- | --------- | --------- |
| San Carlos               | 2 - 1     | Puntarenas | Ricardo Saprissa |           |           |
| Alajuelense              | 2 - 1     | Herediano  | Morera Soto      |           |           |
| Equipo libre: Cartaginés |           |            |                  |           |           |
| Total de goles: 6        |           |            |                  |           |           |

| Jornada 3               | Jornada 3 | Jornada 3   | Jornada 3        | Jornada 3 | Jornada 3 |
| Local                   | Resultado | Visitante   | Estadio          | Fecha     |           |
| ----------------------- | --------- | ----------- | ---------------- | --------- | --------- |
| Puntarenas              | 3 - 1     | Cartaginés  | Lito Pérez       |           |           |
| San Carlos              | 0 - 0     | Alajuelense | Ricardo Saprissa |           |           |
| Equipo libre: Herediano |           |             |                  |           |           |
| Total de goles: 4       |           |             |                  |           |           |

| Jornada 4                | Jornada 4 | Jornada 4  | Jornada 4        | Jornada 4    | Jornada 4 |
| Local                    | Resultado | Visitante  | Estadio          | Fecha        |           |
| ------------------------ | --------- | ---------- | ---------------- | ------------ | --------- |
| Herediano                | 2 - 0     | Cartaginés | Nacional         | 1 de febrero |           |
| Alajuelense              | 0 - 0     | Puntarenas | Ricardo Saprissa | 3 de febrero |           |
| Equipo libre: San Carlos |           |            |                  |              |           |
| Total de goles: 2        |           |            |                  |              |           |

| Jornada 5                 | Jornada 5 | Jornada 5  | Jornada 5  | Jornada 5    | Jornada 5 |
| Local                     | Resultado | Visitante  | Estadio    | Fecha        |           |
| ------------------------- | --------- | ---------- | ---------- | ------------ | --------- |
| Cartaginés                | 0 - 1     | San Carlos | Nacional   | 5 de febrero |           |
| Puntarenas                | 0 - 0     | Herediano  | Lito Pérez | 8 de febrero |           |
| Equipo libre: Alajuelense |           |            |            |              |           |
| Total de goles: 1         |           |            |            |              |           |

| Jornada 6                | Jornada 6 | Jornada 6  | Jornada 6        | Jornada 6     | Jornada 6 |
| Local                    | Resultado | Visitante  | Estadio          | Fecha         |           |
| ------------------------ | --------- | ---------- | ---------------- | ------------- | --------- |
| San Carlos               | 0 - 0     | Herediano  | Ricardo Saprissa | 10 de febrero |           |
| Alajuelense              | 0 - 1     | Cartaginés | Ricardo Saprissa | 12 de febrero |           |
| Equipo libre: Puntarenas |           |            |                  |               |           |
| Total de goles: 1        |           |            |                  |               |           |

| Jornada 7                | Jornada 7 | Jornada 7   | Jornada 7  | Jornada 7     | Jornada 7 |
| Local                    | Resultado | Visitante   | Estadio    | Fecha         |           |
| ------------------------ | --------- | ----------- | ---------- | ------------- | --------- |
| Puntarenas               | 0 - 2     | San Carlos  | Lito Pérez | 15 de febrero |           |
| Herediano                | 0 - 0     | Alajuelense | Nacional   | 17 de febrero |           |
| Equipo libre: Cartaginés |           |             |            |               |           |
| Total de goles: 2        |           |             |            |               |           |

| Jornada 8               | Jornada 8 | Jornada 8  | Jornada 8   | Jornada 8     | Jornada 8 |
| Local                   | Resultado | Visitante  | Estadio     | Fecha         |           |
| ----------------------- | --------- | ---------- | ----------- | ------------- | --------- |
| Cartaginés              | 1 - 0     | Puntarenas | Nacional    | 19 de febrero |           |
| Alajuelense             | 1 - 1     | San Carlos | Morera Soto | 22 de febrero |           |
| Equipo libre: Herediano |           |            |             |               |           |
| Total de goles: 3       |           |            |             |               |           |

| Jornada 9                | Jornada 9 | Jornada 9   | Jornada 9  | Jornada 9     | Jornada 9 |
| Local                    | Resultado | Visitante   | Estadio    | Fecha         |           |
| ------------------------ | --------- | ----------- | ---------- | ------------- | --------- |
| Cartaginés               | 0 - 2     | Herediano   | Nacional   | 24 de febrero |           |
| Puntarenas               | 0 - 2     | Alajuelense | Lito Pérez | 26 de febrero |           |
| Equipo libre: San Carlos |           |             |            |               |           |
| Total de goles: 4        |           |             |            |               |           |

| Jornada 10                | Jornada 10 | Jornada 10 | Jornada 10    | Jornada 10 | Jornada 10 |
| Local                     | Resultado  | Visitante  | Estadio       | Fecha      |            |
| ------------------------- | ---------- | ---------- | ------------- | ---------- | ---------- |
| San Carlos                | 0 - 2      | Cartaginés | Carlos Ugalde | 1 de marzo |            |
| Herediano                 | 1 - 0      | Puntarenas | Nacional      | 3 de marzo |            |
| Equipo libre: Alajuelense |            |            |               |            |            |
| Total de goles: 3         |            |            |               |            |            |

## Gran final

### Alajuelense vs. Herediano
| Ida; 8 de marzo de 1981, 11:00 | L. D. Alajuelense   | 1:0 (1:0) | C. S. Herediano | Estadio Morera Soto, Alajuela                           |                                                         |
|                                | - Nelson Bastos 26' | Reporte   |                 | Asistencia: 13 324 espectadores Árbitro(s): Edwin Monge | Asistencia: 13 324 espectadores Árbitro(s): Edwin Monge |

| Vuelta; 11 de marzo de 1981, 20:00 | C. S. Herediano | 0:1 (0:1) (Global 0:2) | L. D. Alajuelense | Estadio Nacional, San José                                    |                                                               |
|                                    |                 | Reporte                | - Jorge White 43' | Asistencia: 21 788 espectadores Árbitro(s): Carlos Luis Monge | Asistencia: 21 788 espectadores Árbitro(s): Carlos Luis Monge |

#### Final - ida
| -     | POR   | Alejandro González   |     |
|       | DEF   | Nelson Bastos        | 63' |
|       | DEF   | William Jiménez      |     |
|       | DEF   | Freddy Méndez        |     |
|       | DEF   | Mario Barrantes      |     |
|       | MED   | Carlos Ugalde        |     |
|       | MED   | Marvin Álvarez       |     |
|       | MED   | Rodolfo Mills        |     |
|       | MED   | Carlos Torres        | 74' |
|       | DEL   | Rafael Ángel Hidalgo |     |
|       | DEL   | Javier Jiménez       |     |
| D. T. | D. T. | Ivan Mráz            |     |

| -     | POR   | Sergio Salazar    |    |
|       | DEF   | Carlos Campos     |    |
|       | DEF   | Gerardo Arce      |    |
|       | DEF   | Miguel Lacey      |    |
|       | DEF   | Carlos Watson     |    |
|       | MED   | Carlos Luis Lobo  |    |
|       | MED   | Nilton Nóbrega    |    |
|       | MED   | Róger Álvarez     |    |
|       | MED   | Marvin Obando     |    |
|       | DEL   | Asdrúbal Paniagua |    |
|       | DEL   | Gerardo Gutiérrez | -' |
| D. T. | D. T. | Marvin Rodríguez  |    |

| - | DEF | Jorge Enrique Vásquez | 63' |
|   | DEL | Álvaro Solano         | 74' |

| - | DEL | Enrique Díaz | -' |

| 26' | Nelson Bastos | 1:0 |

| Principal  | Edwin Monge        |
| Asistentes | Gerardo Méndez     |
|            | Carlos Luis Vargas |

| -     | POR   | Alejandro González   |     |
|       | DEF   | Nelson Bastos        | 63' |
|       | DEF   | William Jiménez      |     |
|       | DEF   | Freddy Méndez        |     |
|       | DEF   | Mario Barrantes      |     |
|       | MED   | Carlos Ugalde        |     |
|       | MED   | Marvin Álvarez       |     |
|       | MED   | Rodolfo Mills        |     |
|       | MED   | Carlos Torres        | 74' |
|       | DEL   | Rafael Ángel Hidalgo |     |
|       | DEL   | Javier Jiménez       |     |
| D. T. | D. T. | Ivan Mráz            |     |

| -     | POR   | Sergio Salazar    |    |
|       | DEF   | Carlos Campos     |    |
|       | DEF   | Gerardo Arce      |    |
|       | DEF   | Miguel Lacey      |    |
|       | DEF   | Carlos Watson     |    |
|       | MED   | Carlos Luis Lobo  |    |
|       | MED   | Nilton Nóbrega    |    |
|       | MED   | Róger Álvarez     |    |
|       | MED   | Marvin Obando     |    |
|       | DEL   | Asdrúbal Paniagua |    |
|       | DEL   | Gerardo Gutiérrez | -' |
| D. T. | D. T. | Marvin Rodríguez  |    |

| - | DEF | Jorge Enrique Vásquez | 63' |
|   | DEL | Álvaro Solano         | 74' |

| - | DEL | Enrique Díaz | -' |

| 26' | Nelson Bastos | 1:0 |

| Principal  | Edwin Monge        |
| Asistentes | Gerardo Méndez     |
|            | Carlos Luis Vargas |

| -     | POR   | Alejandro González   |     |
|       | DEF   | Nelson Bastos        | 63' |
|       | DEF   | William Jiménez      |     |
|       | DEF   | Freddy Méndez        |     |
|       | DEF   | Mario Barrantes      |     |
|       | MED   | Carlos Ugalde        |     |
|       | MED   | Marvin Álvarez       |     |
|       | MED   | Rodolfo Mills        |     |
|       | MED   | Carlos Torres        | 74' |
|       | DEL   | Rafael Ángel Hidalgo |     |
|       | DEL   | Javier Jiménez       |     |
| D. T. | D. T. | Ivan Mráz            |     |

| -     | POR   | Sergio Salazar    |    |
|       | DEF   | Carlos Campos     |    |
|       | DEF   | Gerardo Arce      |    |
|       | DEF   | Miguel Lacey      |    |
|       | DEF   | Carlos Watson     |    |
|       | MED   | Carlos Luis Lobo  |    |
|       | MED   | Nilton Nóbrega    |    |
|       | MED   | Róger Álvarez     |    |
|       | MED   | Marvin Obando     |    |
|       | DEL   | Asdrúbal Paniagua |    |
|       | DEL   | Gerardo Gutiérrez | -' |
| D. T. | D. T. | Marvin Rodríguez  |    |

| - | DEF | Jorge Enrique Vásquez | 63' |
|   | DEL | Álvaro Solano         | 74' |

| - | DEL | Enrique Díaz | -' |

| 26' | Nelson Bastos | 1:0 |

| Principal  | Edwin Monge        |
| Asistentes | Gerardo Méndez     |
|            | Carlos Luis Vargas |

| -     | POR   | Alejandro González   |     |
|       | DEF   | Nelson Bastos        | 63' |
|       | DEF   | William Jiménez      |     |
|       | DEF   | Freddy Méndez        |     |
|       | DEF   | Mario Barrantes      |     |
|       | MED   | Carlos Ugalde        |     |
|       | MED   | Marvin Álvarez       |     |
|       | MED   | Rodolfo Mills        |     |
|       | MED   | Carlos Torres        | 74' |
|       | DEL   | Rafael Ángel Hidalgo |     |
|       | DEL   | Javier Jiménez       |     |
| D. T. | D. T. | Ivan Mráz            |     |

| -     | POR   | Sergio Salazar    |    |
|       | DEF   | Carlos Campos     |    |
|       | DEF   | Gerardo Arce      |    |
|       | DEF   | Miguel Lacey      |    |
|       | DEF   | Carlos Watson     |    |
|       | MED   | Carlos Luis Lobo  |    |
|       | MED   | Nilton Nóbrega    |    |
|       | MED   | Róger Álvarez     |    |
|       | MED   | Marvin Obando     |    |
|       | DEL   | Asdrúbal Paniagua |    |
|       | DEL   | Gerardo Gutiérrez | -' |
| D. T. | D. T. | Marvin Rodríguez  |    |

| - | DEF | Jorge Enrique Vásquez | 63' |
|   | DEL | Álvaro Solano         | 74' |

| - | DEL | Enrique Díaz | -' |

| 26' | Nelson Bastos | 1:0 |

| Principal  | Edwin Monge        |
| Asistentes | Gerardo Méndez     |
|            | Carlos Luis Vargas |

#### Final - vuelta
| -     | POR   | Sergio Salazar    |  |
|       | DEF   | Carlos Campos     |  |
|       | DEF   | Gerardo Arce      |  |
|       | DEF   | Miguel Lacey      |  |
|       | DEF   | Carlos Watson     |  |
|       | MED   | Nilton Nóbrega    |  |
|       | MED   | Róger Álvarez     |  |
|       | MED   | Carlos Luis Lobo  |  |
|       | MED   | Marvin Obando     |  |
|       | DEL   | Enrique Díaz      |  |
|       | DEL   | Gerardo Gutiérrez |  |
| D. T. | D. T. | Marvin Rodríguez  |  |

| -     | POR   | Alejandro González    |    |
|       | DEF   | Jorge Enrique Vásquez |    |
|       | DEF   | William Jiménez       |    |
|       | DEF   | Freddy Méndez         |    |
|       | DEF   | Mario Barrantes       |    |
|       | MED   | Carlos Ugalde         | -' |
|       | MED   | Marvin Álvarez        |    |
|       | MED   | Rodolfo Mills         |    |
|       | MED   | Javier Jiménez        | -' |
|       | DEL   | Carlos Torres         | -' |
|       | DEL   | Jorge White           |    |
| D. T. | D. T. | Ivan Mráz             |    |

| - | DEL | Álvaro Solano        | -' |
|   | DEL | Rafael Ángel Hidalgo | -' |
|   | MED | Ronald Ureña         | -' |

| 43' | Jorge White | 0:1 |

| Principal  | Carlos Luis Monge  |
| Asistentes | Saturnino Espinoza |
|            | José Angel Rizzo   |

| -     | POR   | Sergio Salazar    |  |
|       | DEF   | Carlos Campos     |  |
|       | DEF   | Gerardo Arce      |  |
|       | DEF   | Miguel Lacey      |  |
|       | DEF   | Carlos Watson     |  |
|       | MED   | Nilton Nóbrega    |  |
|       | MED   | Róger Álvarez     |  |
|       | MED   | Carlos Luis Lobo  |  |
|       | MED   | Marvin Obando     |  |
|       | DEL   | Enrique Díaz      |  |
|       | DEL   | Gerardo Gutiérrez |  |
| D. T. | D. T. | Marvin Rodríguez  |  |

| -     | POR   | Alejandro González    |    |
|       | DEF   | Jorge Enrique Vásquez |    |
|       | DEF   | William Jiménez       |    |
|       | DEF   | Freddy Méndez         |    |
|       | DEF   | Mario Barrantes       |    |
|       | MED   | Carlos Ugalde         | -' |
|       | MED   | Marvin Álvarez        |    |
|       | MED   | Rodolfo Mills         |    |
|       | MED   | Javier Jiménez        | -' |
|       | DEL   | Carlos Torres         | -' |
|       | DEL   | Jorge White           |    |
| D. T. | D. T. | Ivan Mráz             |    |

| - | DEL | Álvaro Solano        | -' |
|   | DEL | Rafael Ángel Hidalgo | -' |
|   | MED | Ronald Ureña         | -' |

| 43' | Jorge White | 0:1 |

| Principal  | Carlos Luis Monge  |
| Asistentes | Saturnino Espinoza |
|            | José Angel Rizzo   |

| -     | POR   | Sergio Salazar    |  |
|       | DEF   | Carlos Campos     |  |
|       | DEF   | Gerardo Arce      |  |
|       | DEF   | Miguel Lacey      |  |
|       | DEF   | Carlos Watson     |  |
|       | MED   | Nilton Nóbrega    |  |
|       | MED   | Róger Álvarez     |  |
|       | MED   | Carlos Luis Lobo  |  |
|       | MED   | Marvin Obando     |  |
|       | DEL   | Enrique Díaz      |  |
|       | DEL   | Gerardo Gutiérrez |  |
| D. T. | D. T. | Marvin Rodríguez  |  |

| -     | POR   | Alejandro González    |    |
|       | DEF   | Jorge Enrique Vásquez |    |
|       | DEF   | William Jiménez       |    |
|       | DEF   | Freddy Méndez         |    |
|       | DEF   | Mario Barrantes       |    |
|       | MED   | Carlos Ugalde         | -' |
|       | MED   | Marvin Álvarez        |    |
|       | MED   | Rodolfo Mills         |    |
|       | MED   | Javier Jiménez        | -' |
|       | DEL   | Carlos Torres         | -' |
|       | DEL   | Jorge White           |    |
| D. T. | D. T. | Ivan Mráz             |    |

| - | DEL | Álvaro Solano        | -' |
|   | DEL | Rafael Ángel Hidalgo | -' |
|   | MED | Ronald Ureña         | -' |

| 43' | Jorge White | 0:1 |

| Principal  | Carlos Luis Monge  |
| Asistentes | Saturnino Espinoza |
|            | José Angel Rizzo   |

| -     | POR   | Sergio Salazar    |  |
|       | DEF   | Carlos Campos     |  |
|       | DEF   | Gerardo Arce      |  |
|       | DEF   | Miguel Lacey      |  |
|       | DEF   | Carlos Watson     |  |
|       | MED   | Nilton Nóbrega    |  |
|       | MED   | Róger Álvarez     |  |
|       | MED   | Carlos Luis Lobo  |  |
|       | MED   | Marvin Obando     |  |
|       | DEL   | Enrique Díaz      |  |
|       | DEL   | Gerardo Gutiérrez |  |
| D. T. | D. T. | Marvin Rodríguez  |  |

| -     | POR   | Alejandro González    |    |
|       | DEF   | Jorge Enrique Vásquez |    |
|       | DEF   | William Jiménez       |    |
|       | DEF   | Freddy Méndez         |    |
|       | DEF   | Mario Barrantes       |    |
|       | MED   | Carlos Ugalde         | -' |
|       | MED   | Marvin Álvarez        |    |
|       | MED   | Rodolfo Mills         |    |
|       | MED   | Javier Jiménez        | -' |
|       | DEL   | Carlos Torres         | -' |
|       | DEL   | Jorge White           |    |
| D. T. | D. T. | Ivan Mráz             |    |

| - | DEL | Álvaro Solano        | -' |
|   | DEL | Rafael Ángel Hidalgo | -' |
|   | MED | Ronald Ureña         | -' |

| 43' | Jorge White | 0:1 |

| Principal  | Carlos Luis Monge  |
| Asistentes | Saturnino Espinoza |
|            | José Angel Rizzo   |

|                                        |
|                                        |
| Campeón L. D. Alajuelense 13.er título |

## Estadísticas

### Tabla de goleadores
Lista con los máximos anotadores de la temporada.
| Pos. | Jugador             | Equipo      | Goles |
| ---- | ------------------- | ----------- | ----- |
| 1.º  | Carlos Torres       | Alajuelense | 15    |
| 2.º  | Gerardo Solano      | Herediano   | 13    |
| 3.º  | Alexandre Guimarães | Puntarenas  | 12    |
| 4.º  | Rodolfo Mills       | Alajuelense | 11    |
| =    | Yanán Villegas      | Puntarenas  | 11    |
| 6.º  | Javier Jiménez      | Alajuelense | 10    |